# Hamburg-Chicago-Linie

Reedereiflagge A. Kirsten

Die Hamburg-Chicago-Linie wurde Anfang der 1950er Jahre von der Hamburger Reederei A. Kirsten gegründet und in Gemeinschaft mit der Reederei Sartori & Berger betrieben. Sie bediente die Nordamerika-Häfen und lief in Kanada zunächst Québec und Montreal an, Weiter ging es dann nach der Schleusenfahrt auf dem Sankt-Lorenz-Strom in die Großen Seen, wo zahlreiche kanadische und US-Häfen bis Chicago und Duluth (Minnesota) angelaufen wurden. Für die dafür in Auftrag gegebenen Neubauten mussten strikt die maximale Länge von 79 m eingehalten werden, die von den 29 Schleusen auf dem Sankt-Lorenz-Seeweg zu den Großen Seen hinauf vorgegeben waren.
Die drei in den Jahren 1957/58 von der Stülckenwerft abgelieferten 5000-Tonner (Gesamtlänge 106 Meter) Virgilia, Valeria und Volumnia waren zwar speziell für den winterlichen Nordatlantik und die Große-Seen-Fahrt äußerst robust gebaut, aber dennoch in mehrfacher Weise am künftigen Bedarf vorbei geplant. Sie waren von einer einzigen Ausnahme abgesehen (die jedoch vom Helgen weg gleich weiterverkauft wurde) die größten Schiffe, die A. Kirsten je in Auftrag gegeben hatte. Trotzdem waren sie durch ihre inzwischen zu geringe Ladungskapazität wegen des seit 1959 großzügig ausgebauten Sankt-Lorenz-Seewegs, der seitdem auch das Befahren der Großen Seen mit großen Seeschiffen gestattete, nicht mehr konkurrenzfähig und konnten deshalb in späteren Jahren nur noch zu unbefriedigenden Raten für einzelne Reisen in wechselnden Fahrtgebieten oder in Zeitcharter beschäftigt werden. Sie mögen – neben dem gleichzeitigen Strukturwandel in der Englandfahrt – wohl auch dazu beigetragen haben, dass die Reederei A. Kirsten im Jahr 1975 nach 148-jährigem Bestehen den Geschäftsbetrieb einstellen musste.
Siehe auch: Sankt-Lorenz-Seeweg. 